# Старі дуби (пам'ятка природи)
Старі́ дуби́ — комплексна пам'ятка природи місцевого значення в Україні. Розташована в межах Березнівського району Рівненської області, на захід від села Хмелівка. 
Площа 1 га. Статус надано згідно з рішенням Рівненської облради № 322 від 05.03.2004 року. Перебуває у віданні ДП «Соснівський лісгосп» (Щекичинське л-во, кв. 25, вид. 9, 16, 19). 
Статус надано з метою збереження і охорони дубових насаджень віком 200—300 років. Крім старих дубів цінність пам'ятки представлена малопоширеною в регіоні рослиною — калачиками вирізаними та угрупованнями глечиків жовтих, які занесені до «Зеленої книги України». Тут вони трапляються в прилеглих до берега смугах річки Стави.